# Conophyma kusnetzovi
Espèce
Synonymes
- Conophyma birulai Miram, 1931

Conophyma kusnetzovi est une espèce d'insectes orthoptères de la famille des Dericorythidae.

## Distribution
Cette espèce se rencontre en Asie centrale.

## Publication originale
- Umnov, 1931 : « Eine Üebersicht der Fauna der Heuschrecken (Acridiodea) des Alai.-Tales ». Entomologisches Nachrichtenblatt (Troppau), vol. 5, p. 12-17.